# 11001001
„11001001” este un episod din primul sezon al serialul științifico-fantastic „Star Trek: Generația următoare”. Scenariul este scris de Maurice Hurley și Robert Lewin; regizor este Paul Lynch. A avut premiera la 1 februarie 1988.

## Prezentare
Bynarii fac un upgrade la computerele navei Enterprise cât aceasta se află în docul spațial. Riker și Picard sunt vrăjiți de un personaj holografic surprinzător de realist.